# 리즈팅
리즈팅(중국어: 李治廷, 영어: Aarif Rahman, 1987년 2월 26일 ~ )은 홍콩의 배우이자 가수이다.

## 출연 작품
- 기문둔갑 (2017)
- 쿵푸 요가 (2017)
- 메이킹 패밀리 (2016)
- 코드네임 : 콜드워 (2016)
- 괴담 (2015)
- 무미랑전기 (2014)
- 일야경희 (2013)
- 콜드 워 (2012)
- 경성지루 (2011)
- 아이 러브 홍콩 (2011)
- 친밀적인 (2011)
- 프로즌 (2010)
- 세월신투 (2010)
- 이소룡전 (2010)